# Gustavo Fernández (artista)
Gustavo Fernández Cabrera (Montevideo, 20 de setiembre de 1958) es un artista plástico y visual, músico, poeta y docente uruguayo que vive y trabaja en la ciudad vieja de Montevideo, Uruguay. Actualmente junto a la docente y fotógrafa Mariela Benítez lleva adelante el proyecto #somostaller490, sobre la peatonal Sarandí, un espacio multifunción dentro de la plástica, la música y la literatura. 

## Biografía
Comenzó sus estudios en 1975 con Salomón Azar en el Taller Barradas y luego siguió estudiando pintura y Teoría del Arte con Clever Lara y Carlos Caffera. Realizó también cursos en el Museo Nacional de Artes Visuales y en el Club de Grabado de Montevideo que contribuyeron de forma gradual y continua para convertirlo en experto en diferentes técnicas y disciplinas artísticas como el dibujo, la cerámica, la escultura, el ensamblaje y la teoría del arte.
Actualmente brinda clases de plástica en su propio taller de la peatonal Sarandi en la Ciudad Vieja de Montevideo, compartiendo #somostaller490, un proyecto con Mariela Benítez, docente y fotógrafa.
Expone desde 1977 en Uruguay, Brasil, Argentina, Estados Unidos, Europa y China, estando su obra en colecciones privadas y museos. 
Vive y trabaja en Montevideo, impartiendo clases de plástica y teoría del arte en su taller de El Cibils.
Difunde el ARTE a través de charlas audiovisuales en diferentes instituciones culturales:
Taller Barradas, Fundación Iturria, Centro Cultural Gato Peludo/ Espacio Hiedra, Club de Golf del Uruguay.
Ha realizado los ciclos de "Stand Art" sobre el arte y sus protagonistas en Café de La Diaria y posteriormente en Kalima Boliche durante dos años y un año más en el Museo del Cannabis donde realiza junto a Mariela Benítez ”La Cueva del Perro”, ciclo de “entreVistas” a creadores de la cultura nacional.

## Participación en radio y televisión
Ha participado y participa como especialista en artes plásticas en diferentes programas de radio: en la radio comunitaria La Klasista FM, Alfa FM, 810 El Espectador en Rompekabezas de Daniel Figares y otros programas de esa misma emisora, Océano FM y en Radio Uruguay en programas como Efecto Mariposa y La Máquina de Pensar.  
En la Televisión Pública Estatal TNU (Canal 5): espacio de Artes Plásticas durante 9 años en: “La Noticia y su Contexto” y “La Mañana” y durante dos ciclos conduce el programa “Plásticos en la ciudad” en TV Ciudad.

## Premios y reconocimientos
- 2019 representó a Uruguay en la 6ª Exposición de Arte Colectiva de América Latina y el Caribe en la ciudad de Beijing con la obra Un oriental en China,[3]
- 2014 Encuentro Internacional, Arte y Naturaleza, escultura vegetal El Hombre del Paraná. Rosario, Argentina. Islote San Benito, Río Paraná.
- 2013 el Premio Morosoli de Plata en Difusión y Promoción Cultural de la Fundación Lolita Rubial, Minas, Lavalleja.
- 2004 Premio Florencio a la obra “Cultivo una rosa blanca” junto a “Títeres Girasol”, diseño de arte, utilería, muñecos y manipulación.
- 1997 recibió un Premio en la “1ª Bienal del objeto artesanal” junto a Patricia Vásquez con el Taller La Oriental.
- 1989, Premio Coca Cola de Artistas Jóvenes, Cabildo de Montevideo.
- 1988, Premio Intendencia Municipal de Maldonado, Bienal Museo de Arte Americano.
- 1984, 2º Premio de pintura, Salón Petroquímica Gral. Mosconi. Buenos Aires.

BLOG de obra:  https://gustavofernandezarte.blogspot.com/ 
Canal de Youtube de actividades y programas realizados: https://www.youtube.com/channel/UC1XFhaAQQjQOc-a68yHCh3g